# Oleg Konstantinowitsch Komow
Oleg Konstantinowitsch Komow (Олег Константинович Комов; * 16. Juli 1932 in Moskau, UdSSR; † 3. September 1994 in Moskau, Russland) war ein sowjetisch-russischer Bildhauer, Graphiker und Lehrer.

## Leben
Oleg Komow wurde in der Familie eines Bauarbeiters im Jahr 1932 in Moskau geboren. Er studierte an der Staatlichen Kunstschule zu Ehren der Revolution von 1905 in Moskau von 1948 bis 1953, danach bei Nikolai Tomski in der Zeit von 1953 bis 1959 an der Russischen Akademie der bildenden Künste (Moskauer Surikow-Kunsthochschule).
Ab 1959 war er Mitglied und ab 1968 Vorstandsmitglied des Verbandes der Sowjetischen Künstler, ab 1962 Mitglied der KPdSU. Ab 1988 war Komow Vollmitglied der Akademie der Kunst der UdSSR und in deren Präsidium.
Ab 1988 unterrichtete Oleg Komow Bildhauerei und Graphik an der Staatlichen Moskauer Surikow-Kunsthochschule (Professor ab 1992). Einer seiner Schüler war Oleg Sakomorny.
Zahlreiche Kunstwerke im öffentlichen Raum in der UdSSR stammen von ihm, darunter das Friedensdenkmal Erlauf im Gedenken an das Ende des Zweiten Weltkrieges (gemeinsam mit Jenny Holzer).
Oleg Komow starb 1994 im Alter von 62 Jahren und wurde auf dem Kunzewoer Friedhof in Moskau begraben.

## Ehrungen
- Volkskünstler der UdSSR (1987)
- Volkskünstler der RSFSR (1976)
- Verdienter Künstler der RSFSR (1970)
- Staatspreis der UdSSR (1981)
- Repin-Staatspreis der RSFSR (1974)
- Jawaharlal-Nehru-Preis (1988)

## Werke (Auswahl)

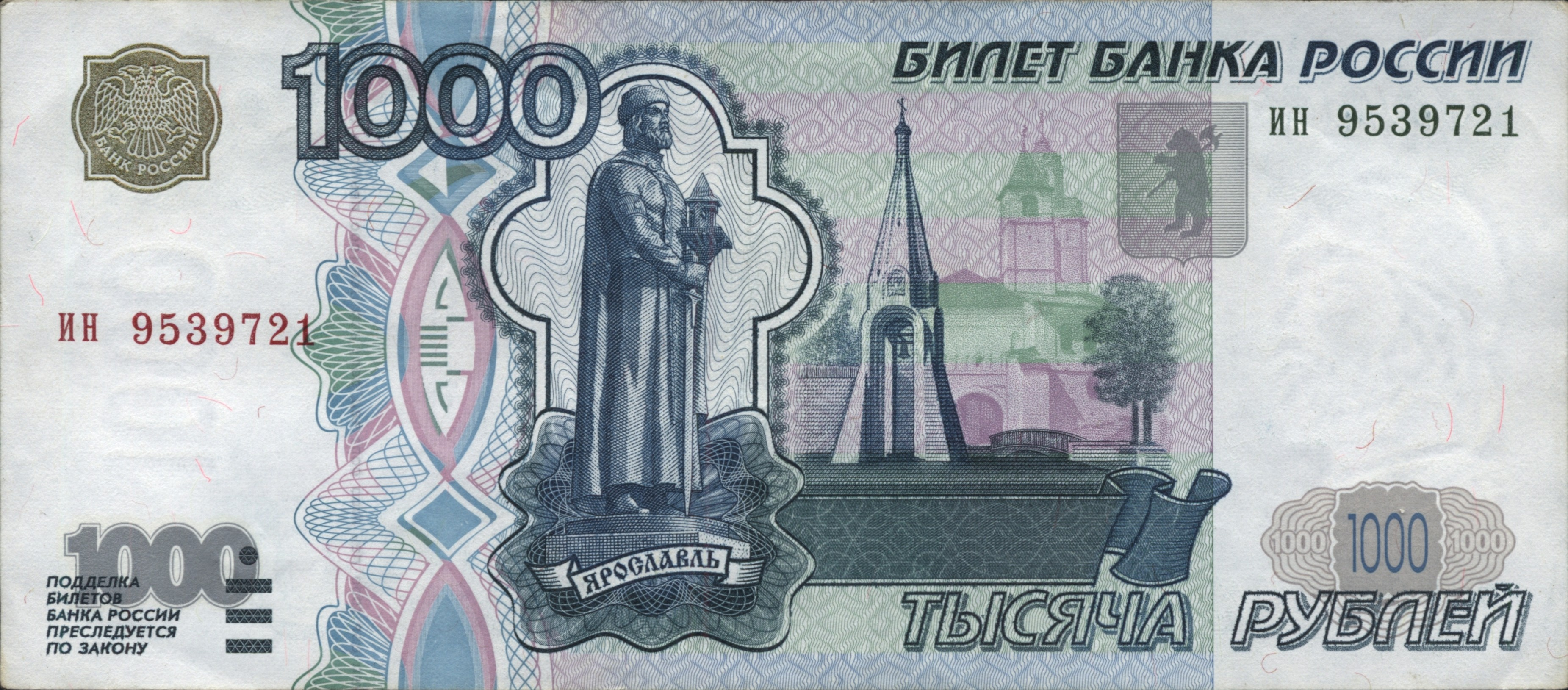
Komovs Jaroslaw der Weise Denkmal in Jaroslawl, abgebildet auf der 1000-Rubel-Banknote.
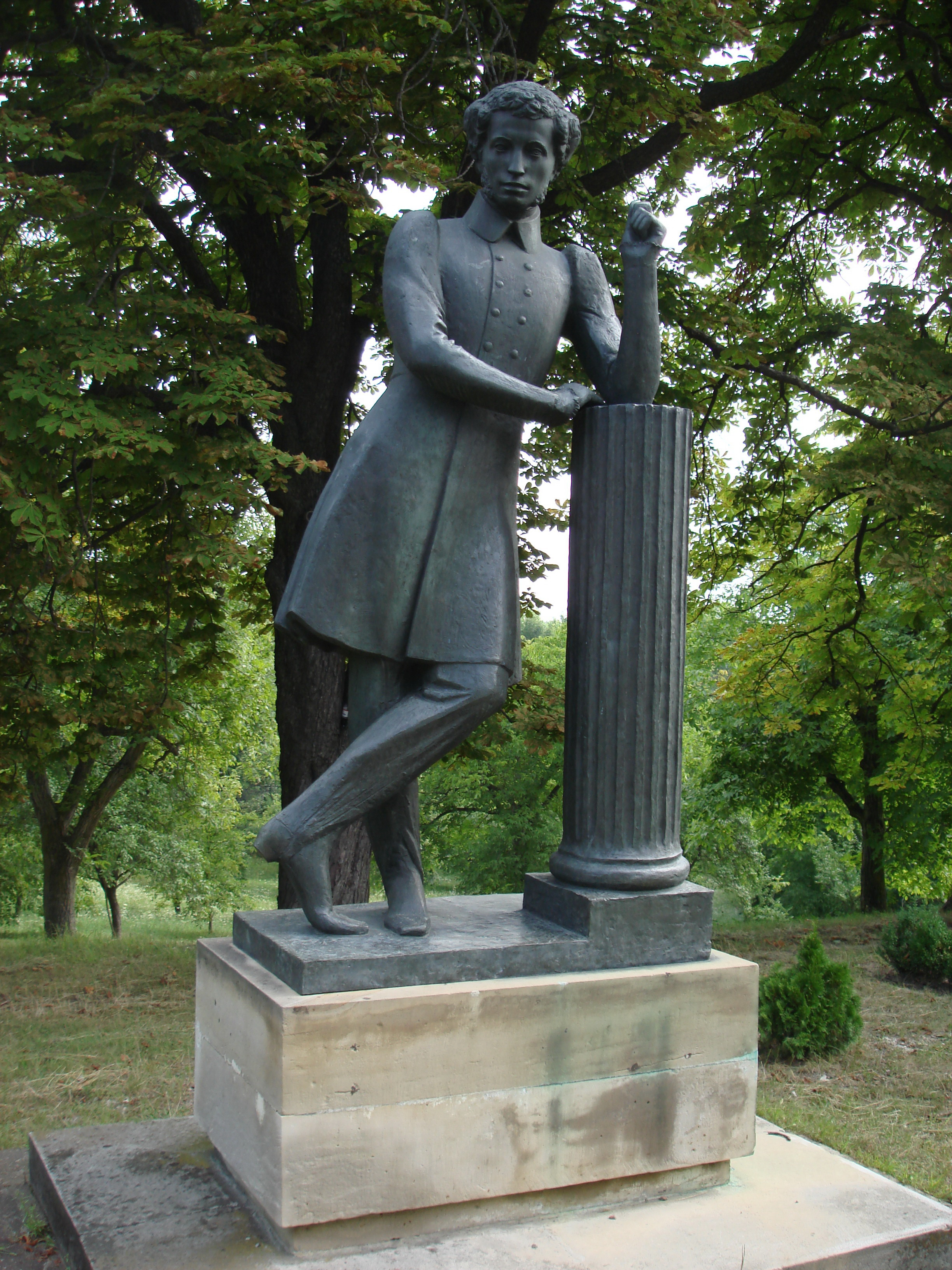
Puschkin Denkmal in Dolna, Moldawien.

Das Suworow-Denkmal auf dem Moskauer Suworow-Platz wurde 1982 enthüllt.